# Erna Tauro
Erna Tauro, född Pergament 16 augusti 1916 i Viborg i Finland, död 4 juni 1993 i Stockholm, var en finlandssvensk pianist och tonsättare. Hon var brorsdotter till kompositören Moses Pergament och musikern Simon Parmet.

## Biografi
Som barn bodde Tauro med sin familj ett år i Berlin, och bosatte sig sedan i Helsingfors.
Erna Tauro var från 1955 fast anställd som "husmusiker" på Lilla teatern i Helsingfors och fungerade som deras främsta ackompanjatör på piano fram till 1969, men komponerade även mycket musik till deras revyer. 1967 lämnade hon Lilla teatern i samband med teaterns ägarbyte.
1965 tonsatte hon "Höstvisa" efter Tove Janssons text och med vilken duon kom på tredje plats i en vistävling i Finlands Rundradio (YLE). I samma tävling kom hennes tonsättning "Den gamla brudkläderskan" till text av Evert Huldén på andra plats. "Höstvisa" kom att bli hennes mest kända komposition vid sidan av muminvisorna. 
1969 fick hon ett uppdrag vid uppsättningen av Spelman på taket i Stockholm. Efter allt fler engagemang i Sverige bosatte hon sig 1977 permanent i Stockholm. 
Tauro är gravsatt i minneslunden på Skogskyrkogården i Stockholm.
År 2010 instiftades en stipendiefond, som utdelar Erna Tauro-stipendiet, för att stöda unga finländska musikteaterartister.